# Internationale Bauausstellung
Een Internationale Bauausstellung (IBA) is een in Duitsland gebruikt instrument in de planologie, stedenbouw en architectuur. Het doel is om met nieuwe ideeën en projecten in sociale, culturele en ecologische velden een impuls te geven aan regio's die op een bepaalde manier met stagnatie of krimp te maken hebben.

## Geschiedenis
- 1901: De eerste IBA werd georganiseerd in 1901 in Darmstadt, Duitsland. Deze wordt gezien als een mijlpaal in de Duitse jugendstil
- 1957: IBA '57 werd georganiseerd in Berlijn
- 1979-87: IBA Berlin was een stedelijk venieuwingsproject dat de strategie van "zorgvuldige stedelijke vernieuwing" en "kritische reconstructie" toepaste. Dit programma inspireerde de vorming van de groep Feministische Organisation von Planerinnen und Architektinnen (Feministische Planologen en Architecten of FOPA), die zich verzetten tegen het feit dat dat deze IBA niet slaagde om vrouw-specifieke onderwerpen adequaat op te pakken en vrouwelijke ontwerpers te betrekken.
- 1989-99: IBA Emscher Park richtte op het herstructureren van een voormalige industriële regio, het Ruhrgebied, door stedelijke, architecturale, culturele en economische impulsen te geven.[1]

## Huidig
- 2012-20: IBA Parkstad is de eerste IBA die volledig buiten Duitsland wordt gehouden, in de voormalige mijnregio Parkstad Limburg in Nederland. Op 24 juni 2016 heeft IBA Parkstad het ambitieuze uitvoeringsprogramma gepresenteerd. Dit bestaat uit 50 projecten. Van die 50 projecten zijn 15 projecten in het najaar van 2017 aangewezen als sleutelproject.
- 2015-20: IBA Basel 2020 werd de tweede IBA buiten Duitsland.